# Ramón Escobar Santiago
Ramón Escobar Santiago (Valencia, 14 de marzo de 1937-Segovia, 9 de julio de 2020) fue un político español que llegó a ser alcalde de Segovia (1991-1999) y vicepresidente de la Diputación de Segovia (1979-1981).

## Biografía

### Formación
Ingeniero Técnico Agrícola por la Escuela Politécnica de Madrid. Ingresa en diciembre de 1961 en el Servicio Nacional de Concentración Parcelaria pasando posteriormente a la Consejería de Agricultura de la Junta de Castilla y León, al crearse esta.

### Primera Etapa Política
En abril de 1979 es elegido Teniente-Alcalde del Ayuntamiento de Segovia y Vicepresidente de la Diputación de la misma por el partido de UCD.
En octubre de 1981, este partido decide la expulsión de los vicepresidentes de la Diputación, entre ellos de Ramón Escobar seis concejales más del Ayuntamiento de Segovia, de Carlos Gila, Diputado Nacional y del Vicepresidente del Congreso de los Diputados por aquel entonces, Modesto Fraile. La Causa de dicha expulsión es la postura adoptada por todos ellos y por una inmensa mayoría del partido UCD sobre la petición de declaración de autonomía uniprovincial de Segovia.

### Segunda Etapa Política
Desde junio de 1991 es elegido Alcalde de Segovia por el Partido Popular, siendo reelegido en las siguientes elecciones de 1995 con mayoría absoluta.
En 1999, vuelve a ganar las elecciones, esta vez con mayoría simple, motivo por el cual, cede la Alcaldía a petición del Partido Popular al partido minoritario de esa corporación, el CDS, que había conseguido dos concejales. Desde ese momento , queda como concejal y diputado provincial hasta su cese en mayo de 2003.
Una vez finalizada su Alcaldía, pasa de nuevo como funcionario de la Junta de Castilla y León a dirigir la Escuela de Formación Agraria de Segovia de la Junta de Castilla y León, hasta su jubilación en el año 2007.

### Cambios durante su alcaldía
Durante su mandato en la alcaldía de Segovia, se realizaron varios cambios significativos en dicha ciudad.
- El corte del tráfico bajo el Acueducto de Segovia, produjo un antes y un después en esta. En ese momento comenzó la restauración del Acueducto. De esta forma se protegió uno de los monumentos más importantes del mundo. Motivado por este corte, se modificó totalmente el tráfico en la ciudad, acondicionando y creando nuevas vías, nuevos accesos a la misma, nuevas rotondas, ensanchado de puentes, etc.

- Igualmente durante su mandato, se construyó el primer aparcamiento subterráneo de la ciudad, al igual que la nueva estación depuradora de aguas residuales que hasta entonces vertía estas directamente al río.

- Se llevó a cabo la recuperación, de los valles de los ríos Erésma y Clamores, que rodean la ciudad , creando el cinturón verde de la misma. Paseo indispensable de visitar dentro de esta ciudad.

- Por otra parte se realizó la restauración de la Casa Consistorial que fue inaugurada el 25 de marzo de 1998 por Sus Majestades los Reyes.

- Se firmaron varios Convenios con diferentes instituciones, como el Convenio con Defensa para sacar los cuarteles de la ciudad.

- Se creó la Fundación D. Juan de Borbón, el Grupo Español de Ciudades Patrimonio de la Humanidad y el Grupo de las Ciudades con Juderías.

- Impulsó la puesta en marcha del Campus Universitario de Valladolid en Segovia, la Universidad Privada SEK que posteriormente pasará a ser la IE University y el nuevo emplazamiento de la Cárcel de Segovia, la nueva Terminal de Carga y Descarga y el primer Centro Comercial de la misma.

- Se consiguió poner en marcha La construcción de la Carretera de Circunvalación, el autopista de San Rafael a Segovia y el Tren de Alta Velocidad, tres obras que han situado Segovia todavía más cerca de Madrid.

### Vida personal
Casado con una segoviana, Milagros Lago Rodríguez, y padre de cuatro hijos, residió en Segovia desde el año 1965, interviniendo en la política provincial y municipal de la misma.